# 부여 능안골 고분군
부여 능안골 고분군(扶餘 陵안골 古墳群)은 대한민국 충청남도 부여군 부여읍에 있는 백제의 고분군이다. 2000년 7월 22일 대한민국의 사적 제420호로 지정되었다. 

## 개요
백제 능산리 무덤 동쪽에 있는 백제나성(사적 제58호)이나 청마산성(사적 제34호)과 함께 있는 백제 무덤이다.
1995∼1996년 사이에 조사되어 굴식돌방무덤(횡혈식석실묘) 30여기, 돌덧널무덤(석곽묘) 20여기, 독무덤(옹관묘) 4기 등을 발견하였다. 홑무덤(단장묘)이나 합장묘, 어린아이 무덤 등 다양한 형태로 매장되었는데, 주(紬)·사(紗) 등의 옷감 및 금귀고리, 은제관장식과 띠드리개장식(요대장식) 등 많은 유물이 출토되었다.
무덤의 형식과 출토된 유물을 통해 6∼7세기경 백제 귀족층의 무덤으로 추정되며, 백제 후기 무덤형식과 의복 연구에 중요한 자료를 제공하고 있다.

## 현지 안내문
이곳은 예부터 '능안골'이라고 불리던 곳으로 1994년 부여군 공설운동장 터닦기 공사과정에서 백제시대 무덤들이 발견되어 발굴조사하였다.
모두 58기의 백제 후기 돌방 무덤이 확인된 이 무덤들은 백제가 부여에 도읍 하고 있었던 사비시기 귀족계층의 무덤들로 구성되어 있다. 백제 부덤은 시기에 따라 만드는 재료나 모양 등에서 차이가 있는데, 이곳의 무덤들은 거의 대부분 다듬어진 돌로 무덤방 및 입구를 만든 횡혈식석실분이다.
이곳에는 무덤방의 세로 자름면 모양이 육각형으로 된 횡혈식석실분이 많은데 이는 사비시기 백제 무덤의 중요한 특징 가운데 하나이다. 인접한 능산리 왕릉에서 전형적으로 보이는 이러한 석실 무덤을 능산리형석실 무덤이라 한다.

## 같이 보기
- 공주 단지리 고분군 - 충청남도의 기념물 제186호

## 참고 자료
- 부여 능안골 고분군 - 국가유산청 국가유산포털